# Gradignan
Gradignan è un comune francese di 23 838 abitanti situato nel dipartimento della Gironda nella regione della Nuova Aquitania.
Il territorio comunale è attraversato dal fiume Eau Bourde.

## Società

### Evoluzione demografica
Abitanti censiti